# Chiesa di Sant'Eustachio Martire (Salerno)
La Chiesa di Sant'Eustachio Martire si trova nel quartiere Pastena di Salerno. Fondata da nobili longobardi  nel 990 AD, attraverso i secoli ha subito modificazioni fino ai nostri giorni.

## Storia
La chiesa ha origini longobarde, come altre  nella zona immediatamente a sud della città "ippocratica" di San Matteo, dove l'aristocrazia longobarda del Principato di Salerno seppelliva i propri morti.
Nel Settecento la chiesa di Sant'Eustachio martire (da non confondere con quella omonima situata a Brignano) fu ristrutturata completamente, assumendo l'aspetto attuale.

## Caratteristiche
L'attuale chiesa ha una struttura rettangolare semplice.
Nelle mura interne si ritrovano decorazioni con stucchi ed affreschi oltre a vari arredi sacri.
All'interno si trova una statua benedetta della Madonna di Fatima, che viene portata in processione regolarmente ogni anno.

## Vedasi anche
- Chiese di Salerno
- Chiesa di Sant'Eustachio (Salerno)
- Chiesa di San Felice in Felline